# Virtuálky
Virtuálky je oficiální album Jaromíra Nohavici, které bylo v roce 2009 uveřejněno a dáno volně ke stažení na jeho oficiálních stránkách.
Skladby se objevovaly vždy v týdenním rozestupu každé pondělí od 15. května 2009 do 28. září 2009. Dle slov autora se jedná o krátké písňové fejetony, mapující aktuální dění. Výjimkou je píseň Tanec mezi vejci, která vznikla už dříve. 30. října 2009 Nohavica vystoupil poprvé a naposledy s těmito písněmi naživo v Občanské plovárně v Praze. Přímý zvukový přenos z tohoto vystoupení bylo možné poslouchat na autorových oficiálních stránkách. Koncert je volně ke stažení společně s tímto albem.

## Seznam skladeb
Autorem všech skladeb je Jaromír Nohavica.
| Pořadí | Název                                          | Délka |
| ------ | ---------------------------------------------- | ----- |
| 1.     | Na Virtually! (17.8.2009)                      | 2:42  |
| 2.     | Kdybych byl ředitel (11.5.2009)                | 1:36  |
| 3.     | Malé české blues aneb Doprdelepráce (6.7.2009) | 1:53  |
| 4.     | Já žádám (25.5.2009)                           | 1:51  |
| 5.     | Lampárna na kopcu (14.9.2009)                  | 1:32  |
| 6.     | Když jsem tahal kačera (18.5.2009)             | 1:32  |
| 7.     | Milostná předvolební (1.6.2009)                | 2:01  |
| 8.     | Mámo, svaž mi můj ranec (15.6.2009)            | 1:29  |
| 9.     | Na golfovém hřišti (3.8.2009)                  | 1:16  |
| 10.    | Tanec mezi vejci (8.6.2009)                    | 1:39  |
| 11.    | Festivál’nyj privjet (13.7.2009)               | 1:25  |
| 12.    | Takové léto (10.8.2009)                        | 1:47  |
| 13.    | Colours (20.7.2009)                            | 1:34  |
| 14.    | Penzión Česko (24.8.2009)                      | 1:37  |
| 15.    | Všechno je v normálu (31.8.2009)               | 1:41  |
| 16.    | Měl jsem holku (27.7.2009)                     | 1:21  |
| 17.    | V dobrém i špatném (28.6.2009)                 | 1:23  |
| 18.    | Chtěl bych zažít (21.6.2009)                   | 2:24  |
| 19.    | U nás v ústavu (7.9.2009)                      | 1:40  |
| 20.    | Pozdrav z džungle (21.9.2009)                  | 0:58  |
| 21.    | Skončilo léto (28.9.2009)                      | 0:59  |

## Obsazení
- Jaromír Nohavica – zpěv, kytara